# Om alla bara drar
Om alla bara drar är en svensk dokumentärfilm som hade biopremiär den 15 mars 2024 utgiven av Folkets Bio. Den är regisserad av Karin Wegsjö. För manus har Nazira Abzalova, Sascha Fülscher och Wegsjö svarat.

## Handling
Filmen handlar om Nazira och hennes familj som bor i Tensta, och kretsar kring relationer med grannar och kärlek, men också om pistolhot, skjutningar, rädsla och otrygghet. Nazira frågar sig själv; om alla bra människor flyttar, vem kan då göra skillnad?

## Medverkande (i urval)
- Nazira Abzalova